# مقاتلة مواكبة

مُستَنغ P-51 هي واحدة من أشهر المقاتلات المواكبة في الحرب العالمية الثانية.

المقاتلة المُواكبة كان مفهومًا لطائرة مقاتلة مصممة لمرافقة قاذفة قنابل من وإلى أهدافهم. احتاجت المقاتلة المواكبة مدى طويلًا يكفي للوصول إلى الهدف، والحوم فوقه طوال مدة الغارة للدفاع عن القاذفات والعودة.